# BAL Defensive Player of the Year
El Basketball Africa League Dikembe Mutombo Defensive Player of the Year (Mejor defensor de la BAL), es un premio anual otorgado por la Basketball Africa League (BAL) al mejor defensor de la temporada. El premio es nombrado en honor al legendario jugador congoleño Dikembe Mutombo. El primer premio fue otorgado en la temporada inaugural a Anas Mahmoud en 2021.
El maliense Aliou Diarra es el único jugador en ganarlo en más de una ocasión (2).

## Ganadores

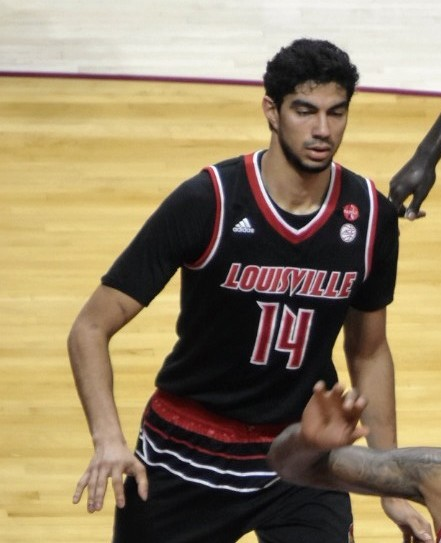
Anas Mahmoud fue el primer ganador del premio.

| Temporada | Jugador          | Posición | Nacionalidad  | Club         | Ref.  |
| --------- | ---------------- | -------- | ------------- | ------------ | ----- |
| 2021      | Anas Mahmoud     | Pívot    | Egipto        | Zamalek      | [ 1 ] |
| 2022      | Ater Majok       | Pívot    | Sudán         | US Monastir  | [ 2 ] |
| 2023      | Aliou Diarra     | Pívot    | Mali          | Stade Malien | [ 3 ] |
| 2024      | Jo Lual-Acuil    | Pívot    | Sudán del Sur | Al Ahly Ly   | [ 4 ] |
| 2025      | Aliou Diarra (2) | Pívot    | Mali          | APR          | [ 5 ] |

Notas 1. 